# ساندرو پوپو
ساندرو پوپو (ایتالیایی: Sandro Puppo; ۲۸ ژانویهٔ ۱۹۱۸ – ۱۶ اکتبر ۱۹۸۶) یک بازیکن و مربی فوتبال اهل ایتالیا بود.

## باشگاهی
از باشگاه‌هایی که در آن بازی کرده‌است می‌توان به آ. اس. رم، باشگاه فوتبال ونتزیا، اینتر میلان و پیاچنزا اشاره کرد.
وی در مسابقات کشوری و بین‌المللی در مجموع برندهٔ ۱ مدال طلا شده‌است.